# Canut (Sud)
Der Canut (auch: Canut Sud) ist ein Fluss in Frankreich, der im Département Ille-et-Vilaine in der Region Bretagne verläuft. Er entspringt unter dem Namen Ruisseau de la Thébaudais im Gemeindegebiet von Saint-Ganton, entwässert zunächst nach Norden, dreht bei Pipriac Richtung West bzw. Südwest ab und mündet nach rund 24 Kilometern an der Gemeindegrenze von Renac und Sainte-Marie, nördlich von Redon, als rechter Nebenfluss in eine ehemalige Flussschleife der Vilaine, die im Zuge der Kanalisierung begradigt wurde.   

## Orte am Fluss
- Pipriac
- Renac